# Babe Ziegenhorn
Maurice Joseph Ziegenhorn, detto Babe (Chicago, 21 novembre 1918 – Sheboygan, 23 agosto 1970), è stato un cestista statunitense, professionista nella NBL.

## Carriera
Giocò per due stagioni nella NBL, disputando complessivamente 22 partite con 2,0 punti di media.